# Cossypha polioptera
Cossypha polioptera е вид птица от семейство Muscicapidae.

## Разпространение
Видът е разпространен в Ангола, Бурунди, Камерун, Централноафриканската република, Демократична република Конго, Кот д'Ивоар, Гвинея, Кения, Либерия, Нигерия, Руанда, Сиера Леоне, Южен Судан, Судан, Танзания, Уганда и Замбия.